# Lizak

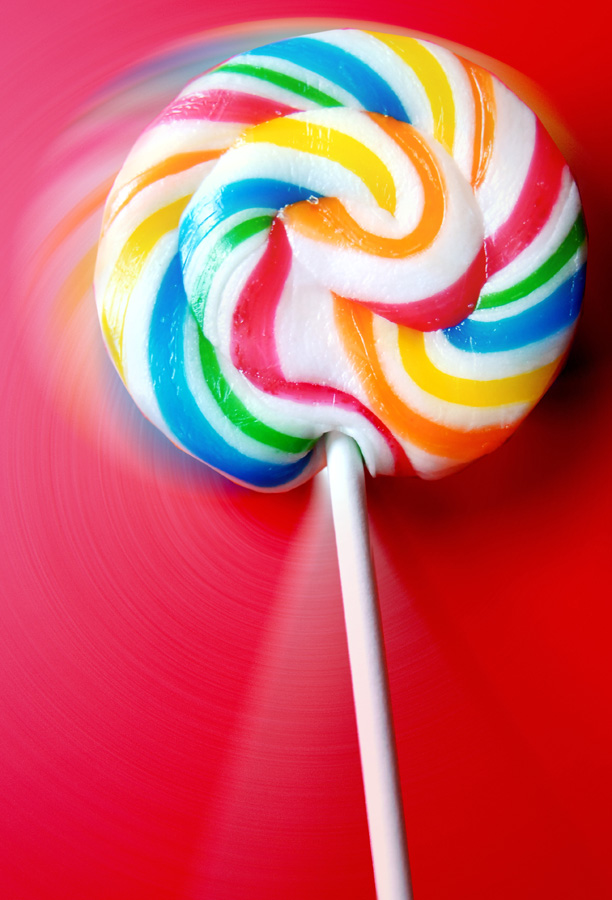
Kolorowy lizak

Lizak – wyrób cukierniczy przeznaczony do lizania, najczęściej umieszczony na drewnianym lub plastikowym patyczku. 
Lizaki występują w wielu różnych smakach, kształtach i rozmiarach. Najczęściej występujące w Polsce lizaki mają kształt kuli. Spotyka się też lizaki o wymyślnych kształtach, np. serca. W Ameryce popularne są także lizaki w formie dwukolorowych lasek.
Niekiedy lizaki dodatkowo posiadają nadzienie w postaci gumy do żucia lub musującego proszku.

## W kulturze masowej
Lizak bywa kojarzony z kreowaną przez Telly'ego Savalasa postacią porucznika Theo Kojaka.